# 학구
학구(學區) 또는 교육구(敎育區)는 지역 공립 초등학교, 고등학교를 운영하는 특수목적구이다.

## 나라별 학구

### 대한민국
대한민국에서 ‘학구’는 대한민국 교육법에 따라, 시, 군 단위로 설치되었던 공법인이나, 1962년에 교육법이 개정되자, 폐지되었다.

### 미국
미국에서 공립 학교는 특수 목적 통치구나, 독립 학교 시스템으로서, ‘학구’(school district)를 통해 운영된다.

### 유럽
잉글랜드 웨일스에서 교육 위원회가 1870년에 설립되었다가 1902년에 철폐되었다.
프랑스에서는 학군(carte scolaire) 시스템이 2007년을 기점으로 폐지되었다. 프랑스 학생들에게 더 많은 학교 선택권이 주어졌으나 우선 순위는 다음의 기준을 따른다:
- 장애가 있는 학생
- 장학금이나 특별한 학업 성취를 수행한 학생
- 사회적 결합 기준을 충족하는 학생 (특히 학교 인구의 다양성)
- 병원으로부터 특별한 진단을 받을 필요가 있는 학생
- 특정 학교만이 제공하는 코스를 공부하고 싶은 학생
- 특정 학교에 다니는 형제 자매가 있는 학생
- 특정 학교와 거리가 가까운 곳에 살고 있는 학생